# Celebrity Deathmatch
A Celebrity Deathmatch egy amerikai tévésorozat volt, amelyet Eric Fogel készített az MTV (Music Television) számára 1998-ban. A műsor a csatorna egyik legnépszerűbb produkciójának számít. Mint a cím is mutatja, a sorozatban hírességek bokszolnak, illetve más hasonló módokon verekszenek egymással és a cél mindig az, hogy senki se maradjon a ringben, csak a bíró. Minden epizód végén megszégyenül a vesztes, a győztest pedig ünneplik. A műsor különleges "claymation" technikával készült, amely úgy néz ki, mintha agyagból készült volna, a név is erre utal. A különleges produkció népszerűsége abból is származott, hogy különféle furcsa, valamint vicces figurák is megjelentek. A Celebrity Deathmatch Magyarországon eredeti nyelven volt látható az MTV Europe műsorán, az MTV Hungary indulásakor nem készült hozzá szinkron, nem is vetítették később. 1998. május 14.-től 2002. október 20.-ig ment. Ekkor meg is szűnt, viszont 2006-ban feltámasztották. Az új évadot 2006. június 10-től 2007. március 30-ig sugározták. A sorozat 6 évadot élt meg 93 epizóddal. 21 perces egy epizód.